# Wyszesław (książę chorwacki)
Wyszesław, także Wiszesław (chorw. Višeslav) – rzekomy książę Chorwacji Dalmatyńskiej panujący być może na początku IX w. Według chorwackiej tradycji to za jego panowania Chorwaci przyjęli wiarę chrześcijańską, na co nie ma jednoznacznych dowodów naukowych.

## Historia
Jedyna dotychczas odkryta wzmianka o księciu Wyszesławie pochodzi z inskrypcji wyrytej na, dostrzeżonej w XIX w., tzw. chrzcielnicy Wyszesława.
Z napisu dowiadujemy się, że Wyszesław był księciem (łac. dux), lecz nie wiadomo z całą pewnością, ani kiedy, ani nad jakim ludem panował. Ponieważ inskrypcja i okoliczności znaleziska nie pozwalają na jednoznaczne powiązanie baptysterium z Chorwacją, nie ma podstaw do twierdzenia, iż Wyszesław był chorwackim księciem. Pewne jest tylko, że był księciem jakiejś grupy słowiańskiej na terenie, na którym Karolingowie w owym czasie (najprawdopodobniej na początku IX w.) szerzyli chrześcijaństwo. Ponieważ zachowane baptysterium ma być dowodem na masowe chrzczenie ludności słowiańskiej, tradycja chorwacka uznaje, iż to za księcia Wyszesława Chorwaci przyjęli chrześcijaństwo.